# George Christopher Molesworth Birdwood
Sir George Christopher Molesworth Birdwood KCIE MD (født 8. december 1832, død 28. juni 1917) var en angloindisk embedsmand, naturforsker og forfatter, søn af general Christopher Birdwood, og blev født i Belgaum i Bombay (nu Mumbai)
han er blandt andet forfatter til Sva (ISBN 1117121844) og Catalogue of the Vegetable Productions of the Presidency of Bombay - Including a List of the Drugs Sold in the Bazars of Western India (1865) (ISBN 1437009204).
Autornavnet Birdw. kan bruges for George Christopher Molesworth Birdwood sammen med et videnskabeligt artsnavn inden for botanikken. (Wikipedia-artikler der bruger autornavnet)